# نسبت ابعادی
نسبت ابعاد یا نرخ ابعاد (به انگلیسی: Aspect Ratio) یک شکل هندسی نسبت اندازه‌های آن در ابعاد مختلف است. به عنوان مثال، نرخ بعد یک مستطیل نسبت اندازه عرض (بلندترین بعد) آن به اندازه ارتفاع (کوچک‌ترین بعد) آن است وقتی به صورت افقی قرار گرفته باشد. نرخ بعد معمولاً به صورت دو عدد صحیح نمایش داده می‌شود که با علامت دونقطه جدا شده‌اند (x:y)، گاهی هم ممکن است به صورت کسری یا اعشاری نشان داده شود. x و y نمایانگر اندازه حقیقی طول و عرض نیستند، بلکه نسبت اندازه آن دو را نشان می‌دهند. به عنوان مثال، ۸:۵، ۱۶:۱۰، ۱٫۶:۱، 8/5 و ۱٫۶ همگی نمایانگر یک نسبت هستند. در شکل‌هایی با بیش از دو بعد مانند مکعب مستطیل، نرخ بعد را می‌توان نسبت بزرگ‌ترین بعد به کوچک‌ترین بعد تعریف کرد.

## نرخ بعد شکل‌های ساده

### مستطیل‌ها
مقاله اصلی: نسبت تصویر
در مستطیل‌ها نرخ بعد به نسبت عرض به طول مستطیل گفته می‌شود؛ مثلاً برای یک مربع این نسبت کوچک‌ترین مقدار را دارد و برابر ۱:۱ است.
مثال:
- ۴:۳ = ۱٫۳: نرخ بعد بیشتر مانیتورهای کامپیوتر در سدهٔ بیستم
- ۳:۲ = ۱٫۵: نرخ بعد آیفون‌ها (تا آیفون ۵)

### بیضی
در بیضی‌ها نرخ بعد نسبت اندازه محور بزرگ به محور کوچک است؛ مثلاً بیضی با نرخ بعد ۱:۱ یک دایره است.

## نرخ بعد اشکال کلی
در هندسه، تعریف‌های متناسب متعددی برای نرخ بعد در فضای فشرده وجود دارد:
- DWAR نسبت قطر به عرض
- CVAR